# جرقوم
جرقوم هي بلدة في مقاطعة كاسان في ولاية قشقداريا في أوزبكستان.